# Nucléophile
En chimie, un nucléophile (littéralement qui aime les noyaux, donc qui aime les charges positives) est une espèce chimique attirée par les espèces chargées positivement, par opposition à une espèce électrophile.
Un nucléophile réagit en donnant des électrons à des composés électrophiles pour former une liaison chimique. Parce que les nucléophiles donnent des électrons, ils sont par définition des bases de Lewis. Cependant il convient de bien différencier ces deux caractères : l'un intervient uniquement dans les réactions sous contrôle thermodynamique (basicité), l'autre dans les réactions sous contrôle cinétique.
Toutes les molécules, ou ions, qui possèdent un doublet non liant peuvent agir comme des nucléophiles, même si les anions sont plus réactifs que les composés neutres. Lorsque les liaisons mettent en jeu un composé nucléophile neutre, par exemple un alcool (R–OH) ou l'eau (HOH), on parle généralement de solvatation. La liaison peut alors être une véritable liaison chimique (covalente ou ionique) ou une liaison de type électrostatique, plus faible, comme une liaison de van der Waals.
Les nucléophiles peuvent prendre part à des réactions de type substitutions nucléophiles, au cours desquelles un composé nucléophile attaque un composé électrophile (sur un site portant une charge partielle ou entière positive) se substituant à un groupe fonctionnel avec lequel l'élément électrophile était préalablement lié, ou encore à des additions nucléophiles.
Plus les ions sont basiques (pKa plus élevé), plus ils sont nucléophiles. La polarisabilité est elle aussi importante dans la détermination de la force d'un nucléophile. Les gros atomes possèdent plus d'électrons ; par conséquent ils sont plus facilement déformables et sont donc plus nucléophiles. Par exemple l'ion iodure (I−) est plus nucléophile que l'ion fluorure (F−), car plus polarisable. De même pour l'atome de soufre dans R-SH vis-à-vis de l'atome d'oxygène dans R-OH.
La « force » de divers nucléophiles peut ainsi s'évaluer de manière relative. Au même titre qu'il existe des nucléophiles meilleurs que d'autres, il existe également de « mauvais » nucléophiles : typiquement l'ion carboxylate R-COO−, pour lequel la charge (qui confère le caractère nucléophile) est fortement délocalisée par mésomérie.
Un nucléophile polydentate est un nucléophile qui peut attaquer depuis deux sites ou plus, ce qui peut conduire au cours d'une réaction à deux produits ou plus. Par exemple, l'ion thiocyanate (SCN−) possède deux sites nucléophiles, le soufre et l'azote, et peut attaquer depuis le S ou le N. Pour cette raison, la réaction SN2 d'un halogénure d'alkyle avec l'ion SCN− donne souvent un mélange de RSCN (un thiocyanate d'alkyle) et de RNCS (un isothiocyanate d'alkyle).

## Exemples courants
Dans l'exemple suivant, l'oxygène de l'ion hydroxyde possède une charge formelle négative et est donc nucléophile. À l'inverse, le carbone du bromopropane est lié à un élément plus électronégatif, le brome, et est donc électrophile. L'oxygène peut donc attaquer l'atome de carbone, en fournissant un doublet d'électron pour former la liaison. Parallèlement, la liaison entre le carbone et le brome subit alors une coupure hétérolytique, l'atome de brome part avec le doublet non liant et devient un ion bromure (Br−) :

### Composés organiques nucléophiles
- Les organométalliques mixtes trouvés dans la réaction de Grignard, la réaction de Blaise, la réaction de Réformatski, et la réaction de Barbier.
- Les organolithiens.
- Les carbanions.

### Nucléophiles avec de l'oxygène
- L'eau.
- Les alcools.

### Nucléophiles avec du soufre
- Les thiols.

### Nucléophiles avec de l'azote
- L'ammoniac.
- Les amines.

### Exemples de nucléophiles et d'électrophiles
Le tableau ci-dessous donne des exemples de nucléophiles et d'électrophiles :
| Type      | Nucléophiles                                                      | Électrophiles                                                          |
| --------- | ----------------------------------------------------------------- | ---------------------------------------------------------------------- |
| Ions      | Anions : carbanions, halogénures, HO−, RO−, HS−, RS−, CN−         | Cations : carbocations, H+, Br+, Al3+                                  |
| Molécules | Avec des doublets non liants : NH3, amines, ROH, RSH, H2O         | Avec des lacunes électroniques : BF3, AlCl3                            |
| Molécules | Avec des liaisons π qui présentent de densité électronique accrue | Qui se dissocient facilement d'une manière hétérolytique : dihalogènes |